# Čarodej (roman)
Čarodej (1976) je eksistencialistični roman Andreja Hienga.

### Zgodba
Prepletata se dve zgodbi. Na začetku zgodba iz časa pred prvo svetovno vojno, trgovca Kotnika, sodnika Kavška, inženirja Pucicharja, Depupisa ter njihovih družin in sosedov v Resnem. Kasneje se avtor osredotoči na pripovedovanje v sedanjosti, in sicer v Ljubljani. Junaki iz obeh obdobij so sorodstveno povezani: tisti iz preteklosti so pradedje teh iz sedanjosti. 
V Resno pridejo trije tujci iz Srbije – zakonca Vojvodić in njuna služabnica, cirkuški voz z zakonskim parom ter komendijantovim očetom in Jud Šalamun. Starim prijateljem, omenjenim na začetku zgodbe, to ni všeč, saj menijo, da preseljevanje ni dobro. Občutek ogroženosti jih ni varal, saj Šalamun namerava zgraditi tovarno, s čimer bi "pokopal" Kotnika. Šalamun pridobi Kavška in Pucicharja na svojo stran, izgubi pa Vojvodića, ker se je za njegovim hrbtom menil z njegovo ženo. Vojvodić opozori Kotnika, kaj bo Šalamun storil, in mu predlaga boj, a Kotnik se odloči za beg iz mesta, saj ima doma ozdravljeno ženo Emo, ki je ne ljubi (celo upal je na njeno smrt) in pa nosečo ženino nečakinjo (Irmo), ki jo je posilil. Ženski sta naredili načrt, kako bosta odšli iz mesta in priredili nosečnost, da bi vsi mislili, da je zanosila gospa Kotnikova.
V zgodbi iz sedanjosti nastopi Peter Kotnik, ki ravno pride iz zapora in sreča bivšo zaročenko Azro, ki ima sedaj Ludvika. Skupaj s profesorjem Sirnikom odidejo na pijačo, kjer se vname prepir med Dušanom, ki je izginil za par mescev, in njegovo bivšo zaročenko Zinko. Pri Zinki se jim pridruži cirkusant, ki je izgubil ženo in tri posvojence. Peter odvihra iz stanovanja po prepiru s cirkusantom. Odpravijo se najti Petra in družino izgubljenca. Pot jih povede v Resno.
Roman se konča s komedijantovim hipnotiziranjem publike v predstavi (preteklost). Ko se stvar razvname, se Kotnikovi ljubici (komedijantova žena in nečakinja) stepeta, smrti pa ju reši Vojvodić, ki se nastavi sekiri. Kotnika nihče več ne spoštuje. In (sedanjost): celotna druščina se zbere v Dušanovi rojstni hiši v Resnem, kjer ostali od profesorja in Ludvika izvejo, da je komedijant nor in da ni izgubil žene in otrok. 

### Kritika in literarna zgodovina
"Dogajalni čas je naklonjen Hiengu za prikaz počasnega, a neustavljivega razkroja literarne osebe, ob kateri so pomembne groteskno-romantične ženske osebe" (Glušič 2002: 143–44).
Janko Kos (1987: 385) meni, da v romanu ni simbolizma: "Hieng se zgleduje po Cankarju, dekadenci in impresionizmu (motivi sanj, vizij, prividov) s to razliko, da Hieng ne uporablja simbolizma". Glušič (2002: 143–44) pa nasprotno: "Simboli za barve kažejo na impresionistične elemente in estetsko oblikovano besedje. (Cirkuški voz, ki je simbol za izgubljeno iluzijo.)" Zver (2005) zpostavi simbole ptice za žensko osebo, zvonjenja za minulost, čarodeja za neukročeno ustvarjalno energijo. 
"Obe ti notranji dogajanji Hiengovega Čarodeja, ki se na koncu tako zelo učinkovito prelijeta v eno samo, konstituirata s svojo domišljenostjo vse poglavitne pomenske razsežnosti romana prav v njihovem bistvu." (Trekman 1976: 1071)
"Njegova dvojna zgodba, dva romana v enem, kakšnih osemdeset let oddaljena drug od drugega (čeprav drugi, sodobni, je prej novela kot roman), deluje
v svoji redni izmeni obeh zgodb zelo funkcionalno, ozračje romana se v skladu z »režijo« izmen bolj in bolj intenzivira in »elektrizira«, proti koncu se obe zgodbe srečujeta že znotraj posameznih poglavij in povzročata medsebojno iskrenje, ki prispeva znaten delež pri pomenskem stratificiranju." (Benhart 1977: 541)
O poljskem prevodu: "Pri Čarodeju nikakršne take notranje sorodnosti žal ni – Hiengov, na sočutju zrasli odnos do sveta (ki sicer še ni povsod prerasel v so-čutje in s tem v horizontalne vezi s svetom, je trčil ob prevajalkin klasični samozavestni, da ne rečem ošabni meščanski humanizem, ki najviše postavlja logiko in človeški razum, ki da naj obvladuje svet, tako kot pripovedovalec s svojo perspektivo obvladuje roman." (Biedrzycka 1987: 57)
"Kraj dogajanja pogojuje čas. Dogajanje v Ljubljani je v sedanjosti, v Resnem pa v preteklosti. Od 24. poglavja dalje se zgodbi prepletata znotraj vsakega poglavja. Ljubljana je do tega poglavja dogajalni prostor v vsakem sodem poglavju." pravi v diplomskem delu L. Adamič (Adamič 2004: 63), kjer lahko najdemo tudi konkretne Ljubljanske lokacije. 

### Prevodi
- 1980, Czarodziej, prevod v poljščino (Maria Krukowska) (COBISS)
- 1983, Mág, prevod v slovaščino (Tomáš Štrba) (COBISS)
- 1979, Čarobnjak, prevod v srbščino (Gojko Janjušević) (COBISS)